# أوتو سونينهولزنر
أوتو سونينهولزنر (من مواليد 19 مارس 1983) مذيع إذاعي وسياسي واقتصادي إكوادوري شغل منصب النائب الخمسين لرئيس الإكوادور.

## السيرة الشخصية
ولد أوتو في غواياكيل في 19 مارس 1983 لأبيه رامون سونينهولزنر وأمه روزا إيلينا سبير. بعد دراسة العلوم الاجتماعية والتواصل والاقتصاد الدولي في الإكوادور وألمانيا وإسبانيا أصبح المتحدث والمدير العام لإذاعة تروبيكانا، ثم رئيسًا للجمعية الإكوادورية للبث. يدرس في جامعة غواياكيل.
لديه ثلاثة أبناء من زوجته كلوديا سالم براك.
بعد استقالة ماريا أليخاندرا فيكونيا في ديسمبر 2018، وبناءً على اقتراح من الرئيس لينين مورينو عهدت إليه الجمعية الوطنية الإكوادورية بمكتب نائب الرئيس.
في 7 يوليو 2020 استقال أوتو من منصبه كنائب للرئيس بسبب تفشي جائحة فيروس كورونا 2019-20 في غواياكيل. ترك منصبه وسط العديد من فضائح الفساد التي طالت إدارة مورينو.
وقع على ميثاق مدريد، وهي وثيقة صاغها حزب فوكس اليميني المتطرف يصف الجماعات اليسارية بأنها أعداء لأمريكا الأيبيرية المتورطة في «مشروع إجرامي» «تحت مظلة النظام الكوبي».